# すばる文学賞
すばる文学賞（すばるぶんがくしょう）は、集英社が主催する純文学の公募新人文学賞である。集英社出版四賞の1つ。受賞作は同社が発行する文芸誌『すばる』11月号に掲載される（第17回までは12月号）。受賞者には正賞として記念品、副賞として100万円が授与される。毎年3月末日締め切り。
純文学系の公募している新人賞には他に、文學界新人賞、群像新人文学賞、新潮新人賞、文藝賞、太宰治賞などがある。

## 受賞作一覧
| 回（年）         | 応募総数 | 受賞作                                     | 受賞者               | 備考              |
| ---------------- | -------- | ------------------------------------------ | -------------------- | ----------------- |
| 第1回（1977年）  | 1017編   | 受賞作なし                                 | 受賞作なし           | 受賞作なし        |
| 第1回（1977年）  | 1017編   | 【佳作】「一人」                           | 原トミ子             |                   |
| 第2回（1978年）  | 711編    | 「情事」                                   | 森瑤子               |                   |
| 第2回（1978年）  | 711編    | 「自分の戦場」                             | 吉川良               |                   |
| 第2回（1978年）  | 711編    | 【佳作】「海の向うの血」                   | 飯尾憲士             |                   |
| 第3回（1979年）  | 982編    | 「京都よ、わが情念のはるかな飛翔を支えよ」 | 松原好之             |                   |
| 第4回（1980年）  | 1106編   | 「ギンネム屋敷」                           | 又吉栄喜             |                   |
| 第4回（1980年）  | 1106編   | 【佳作】「海を越えた者たち」               | 笹倉明               |                   |
| 第5回（1981年）  | 945編    | 「家族ゲーム」                             | 本間洋平             |                   |
| 第6回（1982年）  | 865編    | 「三日芝居」                               | 三神弘               |                   |
| 第6回（1982年）  | 865編    | 「沙耶のいる透視図」                       | 伊達一行             |                   |
| 第7回（1983年）  | 918編    | 「虹のカマクーラ」                         | 平石貴樹             |                   |
| 第7回（1983年）  | 918編    | 「永遠の1/2」                              | 佐藤正午             |                   |
| 第8回（1984年）  | 926編    | 受賞作なし                                 | 受賞作なし           | 受賞作なし        |
| 第8回（1984年）  | 926編    | 【佳作】「おまえと暮らせない」             | 原田宗典             |                   |
| 第8回（1984年）  | 926編    | 【佳作】「天北の詩人たち」                 | 冬木薫               |                   |
| 第9回（1985年）  | 945編    | 「ダックスフントのワープ」                 | 藤原伊織             |                   |
| 第9回（1985年）  | 945編    | 「午後の祠り」                             | 江場秀志             |                   |
| 第10回（1986年） | 952編    | 「十六歳のマリンブルー」                   | 本城美智子           |                   |
| 第11回（1987年） | 1053編   | 「クロス・ロード」                         | 桑原一世             |                   |
| 第11回（1987年） | 1053編   | 「巨食症の明けない夜明け」                 | 松本侑子             |                   |
| 第12回（1988年） | 1107編   | 受賞作なし                                 | 受賞作なし           | 受賞作なし        |
| 第13回（1989年） | 1125編   | 「チン・ドン・ジャン」                     | 奈良裕明             |                   |
| 第13回（1989年） | 1125編   | 「ピアニシモ」                             | 辻仁成               |                   |
| 第13回（1989年） | 1125編   | 【佳作】「夢よりもっと現実的なお伽噺」     | 浅賀美奈子           |                   |
| 第14回（1990年） | 1099編   | 「スプラッシュ」                           | 大鶴義丹             |                   |
| 第14回（1990年） | 1099編   | 「革命のためのサウンドトラック」           | 清水アリカ           |                   |
| 第14回（1990年） | 1099編   | 「キャプテンの星座」                       | 山室一広             |                   |
| 第15回（1991年） | 1188編   | 「予感」                                   | 釉木淑乃             |                   |
| 第15回（1991年） | 1188編   | 【佳作】「微熱狼少女」                     | 仁川高丸             |                   |
| 第16回（1992年） | 1548編   | 「チューリップの誕生日」                   | 楡井亜木子           |                   |
| 第16回（1992年） | 1548編   | 【佳作】「惑う朝」                         | 白石一文             |                   |
| 第17回（1993年） | 1576編   | 「19分25秒」                               | 引間徹               | 第110回芥川賞候補 |
| 第18回（1994年） | 1545編   | 受賞作なし                                 | 受賞作なし           | 受賞作なし        |
| 第19回（1995年） | 1410編   | 「韓素音の月」                             | 茅野裕城子           |                   |
| 第19回（1995年） | 1410編   | 「不随の家」                               | 広谷鏡子             |                   |
| 第20回（1996年） | 1598編   | 「いちげんさん」                           | デビット・ゾペティ   | 第116回芥川賞候補 |
| 第21回（1997年） | 1188編   | 「世間知らず」                             | 岩崎保子             |                   |
| 第21回（1997年） | 1188編   | 「街の座標」                               | 清水博子             |                   |
| 第22回（1998年） | 1820編   | 「あなたがほしい je te veux」              | 安達千夏             | 第120回芥川賞候補 |
| 第23回（1999年） | 1702編   | 「彼女のプレンカ」                         | 中上紀               |                   |
| 第23回（1999年） | 1702編   | 「零歳の詩人」                             | 楠見朋彦             | 第122回芥川賞候補 |
| 第24回（2000年） | 950編    | 「塔」                                     | 末弘喜久             |                   |
| 第24回（2000年） | 950編    | 「ロマンティック」                         | 大久秀憲             |                   |
| 第25回（2001年） | 908編    | 「夜明けの音が聞こえる」                   | 大泉芽衣子           |                   |
| 第26回（2002年） | 1331編   | 「ハミザベス」                             | 栗田有起             |                   |
| 第26回（2002年） | 1331編   | 「スチール」                               | 織田みずほ           |                   |
| 第26回（2002年） | 1331編   | 【佳作】「プラスティック・サマー」         | 竹邑祥太             |                   |
| 第27回（2003年） | 1315編   | 「蛇にピアス」                             | 金原ひとみ           | 第130回芥川賞受賞 |
| 第27回（2003年） | 1315編   | 「ダンボールボートで海岸」                 | 千頭ひなた           |                   |
| 第28回（2004年） | 1533編   | 「白の咆哮」                               | 朝倉祐弥             |                   |
| 第28回（2004年） | 1533編   | 「漢方小説」                               | 中島たい子           | 第132回芥川賞候補 |
| 第29回（2005年） | 2121編   | 「踊るナマズ」                             | 高瀬ちひろ           |                   |
| 第30回（2006年） | 1944編   | 「幻をなぐる」                             | 瀬戸良枝             |                   |
| 第30回（2006年） | 1944編   | 【佳作】「テーパー・シャンク」             | 吉原清隆             |                   |
| 第31回（2007年） | 1961編   | 「パワー系181」                            | 墨谷渉               |                   |
| 第31回（2007年） | 1961編   | 「はじまらないティータイム」               | 原田ひ香             |                   |
| 第32回（2008年） | 2029編   | 「灰色猫のフィルム」                       | 天埜裕文             |                   |
| 第32回（2008年） | 2029編   | 【佳作】「赤い傘」                         | 花巻かおり           |                   |
| 第33回（2009年） | 1686編   | 「海猫ツリーハウス」                       | 木村友祐             |                   |
| 第33回（2009年） | 1686編   | 【佳作】「好去好来歌」                     | 温又柔               |                   |
| 第34回（2010年） | 1441編   | 「トロンプルイユの星」                     | 米田夕歌里           |                   |
| 第35回（2011年） | 1354編   | 「フラミンゴの村」                         | 澤西祐典             |                   |
| 第36回（2012年） | 1420編   | 「狭小邸宅」                               | 新庄耕               |                   |
| 第36回（2012年） | 1420編   | 「黄金の庭」                               | 高橋陽子             |                   |
| 第37回（2013年） | 1433編   | 「左目に映る星」                           | 奥田亜希子           |                   |
| 第37回（2013年） | 1433編   | 「教授と少女と錬金術師」                   | 金城孝祐             |                   |
| 第38回（2014年） | 1413編   | 「島と人類」                               | 足立陽               |                   |
| 第38回（2014年） | 1413編   | 「みずうみのほうへ」                       | 上村亮平             |                   |
| 第39回（2015年） | 1283編   | 「温泉妖精」                               | 黒名ひろみ           |                   |
| 第39回（2015年） | 1283編   | 【佳作】「地に満ちる」                     | 竹林美佳             |                   |
| 第40回（2016年） | 1437編   | 「そういう生き物」                         | 春見朔子             |                   |
| 第40回（2016年） | 1437編   | 【佳作】「えん」                           | ふくだももこ         |                   |
| 第41回（2017年） | 1366編   | 「光点」                                   | 山岡ミヤ             |                   |
| 第41回（2017年） | 1366編   | 【佳作】「遊ぶ幽霊」                       | 兎束まいこ           |                   |
| 第42回（2018年） | 1355編   | 「わるもん」                               | 須賀ケイ             |                   |
| 第43回（2019年） | 1259編   | 「犬のかたちをしているもの」               | 高瀬隼子             |                   |
| 第44回（2020年） | 1146編   | 「コンジュジ」                             | 木崎みつ子           | 第164回芥川賞候補 |
| 第45回（2021年） | 1251編   | 「ミシンと金魚」                           | 永井みみ             |                   |
| 第45回（2021年） | 1251編   | 【佳作】「我が友、スミス」                 | 石田夏穂             | 第166回芥川賞候補 |
| 第46回（2022年） | 1130編   | 「がらんどう」                             | 大谷朝子             |                   |
| 第47回（2023年） | 890編    | 「みどりいせき」                           | 大田ステファニー歓人 | 第37回三島賞受賞  |
| 第48回（2024年） | 1132編   | 「泡（）の子」                             | 樋口六華             |                   |
| 第48回（2024年） | 1132編   | 【佳作】「ダンスはへんなほうがいい」       | 新崎瞳               |                   |

## 選考委員
- 第1回から第5回 - 秋山駿、井上光晴、黒井千次、田久保英夫、三浦哲郎
- 第6回から第10回 - 後藤明生、佐伯彰一、中村真一郎、三木卓、安岡章太郎
- 第11回 - 青野聰、磯田光一（選考会前に死去）、井上ひさし、日野啓三、水上勉
- 第12回 - 青野聰、井上ひさし、日野啓三、水上勉
- 第13回から第15回 - 青野聰、井上ひさし、高橋源一郎、日野啓三、水上勉
- 第16回 - 新井満、石原慎太郎、瀬戸内寂聴、中上健次（選考会前に死去）、宮本輝
- 第17回から第20回 - 新井満、石原慎太郎、瀬戸内寂聴、宮本輝
- 第21回から第25回 - 奥泉光、川村湊、島田雅彦、髙樹のぶ子、三木卓
- 第26回から第30回 - 川上弘美、笙野頼子、辻仁成、藤沢周、又吉栄喜
- 第31回から第35回 - 江國香織、奥泉光、角田光代、高橋源一郎、星野智幸
- 第36回から第43回 - 江國香織、奥泉光、角田光代、高橋源一郎、堀江敏幸
- 第44回から第47回 - 奥泉光、金原ひとみ、川上未映子、岸本佐知子、堀江敏幸
- 第48回から - 奥泉光、金原ひとみ、川上未映子、岸本佐知子、田中慎弥